# Thái Văn Kiểm
Thái Văn Kiểm, né le 10 février 1922 à Huế et mort le 21 février 2015 à Hô Chi Minh-Ville, est un orientaliste vietnamien, ancien administrateur en chef des services civils du Viêt-Nam et auteur de nombreux ouvrages sur la culture et la civilisation vietnamiennes.

## Biographie
Il naquit le 10 février 1922 à Huế dans le protectorat d'Annam. Il occupa de nombreuses fonctions dans l'administration et la diplomatie entre 1940 et 1975. Pendant la période coloniale, il fut tour à tour fonctionnaire des résidences de l'Annam de 1940 à 1945 puis officia comme fonctionnaire du Haut-commissariat de France en Indochine. Sous le régime de S. M. le Chef de l’État Bảo Đại, il occupa le poste de directeur de la Radio de Huế et de l’information du Centre Viêt-Nam entre 1949 et 1952. Il poursuivit sa carrière administrative comme chef des provinces de Khánh Hòa et de Ninh Thuận (1953-1954). Il fut également maire de la ville de Nha Trang. Après la partition du pays en juillet 1954, il rejoignit le Sud où il fut affecté au poste de directeur-adjoint des affaires culturelles et du Musée national de Saïgon entre 1955 et 1964.
Il débuta une carrière diplomatique qui l'occupa la décennie suivante jusqu'en 1975. Attaché au Ministère des Affaires étrangères de la République du Viêt Nam, il travailla dans le domaine de la presse et de l’information, en particulier dans les affaires culturelles et juridiques. Il fut directeur de la Radio de Saïgon en 1963. En tant que conseiller culturel et diplomatique ou de chargé d’affaires, il fut nommé dans plusieurs ambassades de la République du Viêt Nam à l'étranger, notamment à Tunis (Tunisie) entre 1966 et 1968, à Dakar (Sénégal) entre 1968 et 1970, puis à Kinshasa (Congo) entre 1974 et 1975.
Il quitta le Viêt-Nam en 1974 avant la chute de Saïgon pour s'installer en France. Entre 1976 et 1987, il fut bibliothécaire à l’École nationale supérieure des Beaux-Arts de Paris. Très impliqué dans la défense de la culture vietnamienne, il eut en France une vie associative très riche occupant diverses fonctions de direction ou honorifique : vice-président de l'Association d'Amitié France-Vietnam en 1980 ; vice-Président de l'Association d'études culturelles indochinoises en 1982 ; président d’honneur du Centre d'études vietnamiennes en 1984 et président de l'Association des écrivains de langue française en 1989.
Il est titulaire de deux doctorats, l'un en études extrêmes-orientales en 1981 (intitulé : Parémiologie vietnamienne, monographie des proverbes vietnamiens) et le second en lettres en 1989 (Lexicographie vietnamienne, l’œuvre lexicographique des missionnaires et vietnamisants français et des lettrés français),,. 
Le 7 décembre 1990, il devint membre associé de l'Académie des sciences d'outre-mer où il donna plusieurs conférences sur la culture vietnamienne.
Au cours de sa carrière, il rédigea des ouvrages de référence sur la culture vietnamienne et dirigea des revues culturelles importantes comme Văn hóa nguyệt san et Văn-hóa tùng thư (1955-1962). Au Viêt-Nam, il collabora à de nombreuses revues culturelles : Văn-hóa, Luận-đàm, Đại-học Huế, Bách-khoa, Sáng dội miền Nam, Đời mới, Liên-lạc Á-châu, France-Asie, Sud-Est Asie, Bulletin Société Études Indochinoises (BSEI), Asian Culture. En exil, il contribua à de nombreuses revues des communautés vietnamiennes : Tự Do, Việt Nam Hải-Ngoại, Làng Văn, Độc Lập, Diễn-Đàn Thanh-Niên, Hành-Trình, Cao Niên, Quê Mẹ, Ái-Hữ, Âu-Du, etc.
Il meurt à Hô Chi Minh-Ville le 21 février 2015 à l'âge de 93 ans.

## Œuvres principales
- Un grand poète vietnamien : Hàn Mạc Tử / Một thi hào Việt Nam Hàn Mặc Tử (1950)
- Étude littéraire, philosophique et scientifique du "Kim-Van-kiêu" (1951)
- Việt-Nam, d'Hier et d'Aujourd'hui (1956)
- Vietnam: Past and Present (1957)
- Những nét đan thanh (nhà in Thanh Long, 1957)
- Cố-đô Huế (1960)
- Đất Việt Trời Nam (1961)
- Việt-Nam nhân-vật chí vựng biên (avec Hồ Đắc Đàm, 1962)
- Réalités Vietnamiennes (1969)
- Chỉ nam về Viện Bảo-Tàng quốc-gia Việt-Nam tại Saigon (avec Trương Bá Phát, 1974)
- Au pays du nénuphar : contes et légendes du Viêt-Nam et d'ailleurs (1977)
- Những nét đan thanh (Đại Nam, 1993, 2e éd.)
- Việt Nam Tinh Hoa (Mõ Làng, 1997)
- Việt Nam Gấm Hoa (Làng Văn, 1997)
- Việt Nam Anh Hoa (Làng Văn, 2000)
- Việt Nam Thăng Hoa (Làng Văn, 2005)